# كونراد مايت

كونراد مايت (عقد 1480 - 1550 أو 1551) كان نحاتًا ألماني المولد من أواخر العصر القوطي وعصر النهضة، قضى معظم حياته المهنية في البلدان المنخفضة.